# Gioacchino Francesco Caprini
Gioacchino Francesco Caprini (Arischia o L'Aquila, 27 aprile 1663 – Bitetto, 20 aprile 1729) è stato un vescovo cattolico italiano, dal 1718 vescovo di Bitetto.

## Biografia e ministero episcopale
Il luogo e l’anno di nascita di Gioacchino Francesco Caprini sono stati dibattuti: Arischia e L’Aquila si contendono i natali del presule. La nobile famiglia arischiese Caprini, come molte altre casate aristocratiche locali, aveva scelto di inurbarsi a L’Aquila, pur mantenendo possedimenti nella nativa Arischia.
Diventato sacerdote, fu nominato canonico del Duomo aquilano.
Il vescovo aquilano Ignacio de la Cerda lo nominò vicario generale e, successivamente, i cardinali Francesco Barberini e Tommaso Ruffo lo delegarono alla reggenza della Vicaria di Farfa.
Nel centro sabino Gioacchino Francesco Caprini ospitò il fuggiasco vescovo aquilano Ignacio de la Cerda, malvisto dal governo borbonico e bandito dal Regno di Napoli.
Il 24 gennaio 1718 papa Clemente XI lo nominò vescovo di Bitetto. Fu ordinato il 6 febbraio dello stesso anno dal cardinale Sebastiano Antonio Tanara, vescovo di Frascati, co-consacranti José Gasch, arcivescovo di Palermo, e Bartolomeo Castelli, vescovo di Mazara del Vallo. Curò il restauro del tetto della cattedrale di Bitetto.

## Attività letteraria
Cura l’edizione e la pubblicazione del Mazzetto di vari discorsi sagri opera dello zio, l’agostiniano Giovanni Paolo Caprini.

## Genealogia episcopale
La genealogia episcopale è:
- Cardinale Juan Pardo de Tavera
- Cardinale Antoine Perrenot de Granvelle
- Vescovo Frans van de Velde
- Arcivescovo Louis de Berlaymont
- Vescovo Maximilien Morillon
- Vescovo Pierre Simons
- Arcivescovo Matthias Hovius
- Arcivescovo Jacobus Boonen
- Arcivescovo Gaspard van den Bosch
- Vescovo Marius Ambrosius Capello, O.P.
- Arcivescovo Alphonse de Berghes
- Cardinale Sebastiano Antonio Tanara
- Vescovo Gioacchino Francesco Caprini